# Tháp Thượng Hải
Tháp Thượng Hải (Giản thể: 上海中心大厦, Bính âm: Shànghǎi Zhōngxīn Dàshà) là một tòa nhà chọc trời tọa lạc tại Lục Gia Chủy, Phố Đông, Thượng Hải. Tòa tháp cao 632,3 mét (2.074 ft) tương đương 128 tầng. Tháp Thượng Hải hiện là công trình cao thứ ba thế giới sau khi tòa nhà Merdeka 118 được khánh thành năm 2022, chỉ sau tháp Merdeka 118 tháp Burj Khalifa và đồng thời cũng là tòa nhà cao nhất Trung Quốc.
Việc xây dựng tòa tháp được bắt đầu từ tháng 11 năm 2008 và hoàn thành vào mùa hè năm 2015. Mặc dù tòa nhà ban đầu dự kiến sẽ mở cửa vào tháng 11 năm 2014 nhưng thực tế ngày mở cửa bị lùi lại khá lâu so với dự định. Đài quan sát của tòa tháp thử nghiệm mở cửa cho khách tham quan từ tháng 7 năm 2016. Bắt đầu từ ngày 26 tháng 4 năm 2017, đài quan sát ở tầng thứ 118 của tòa tháp đã được mở cửa. Kể từ khi mở cửa, tòa tháp gặp phải nhiều vấn đề về công tác bảo trì cũng như việc có ít người thuê và sử dụng.

## Kế hoạch
Các bản quy hoạch cho khu tài chính Lujiazui có từ năm 1993, là kế hoạch xây dựng cụm 3 tòa nhà chọc trời. Tòa nhà đầu tiên trong số này được xây dựng là Tháp Kim Mậu, được hoàn thành vào năm 1999. Tiếp nối là Trung tâm Tài chính Thế giới Thượng Hải, mở cửa vào năm 2008.
Tháp Thượng Hải thuộc sở hữu của Yeti Construction and Development. Kinh phí xây dựng được lấy từ các cổ đông, các khoản vay ngân hàng và chính quyền thành phố Thượng Hải. Tòa tháp này có tổng chi phí xây dựng ước tính là 2,4 tỷ đô la Mỹ.

## Thiết kế
Tháp Thượng Hải được thiết kế bởi công ty kiến trúc Gensler của Mỹ, với trướng nhóm thiết kế là kiến trúc sư người Thượng Hải tên là Jun Xia.
Tòa tháp có hình dạng của 9 tòa nhà hình trụ xếp chồng lên nhau với 128 tầng. Tất cả được bao bọc bằng kính.

## Sau xây dựng
Tòa tháp đã phải đối mặt với tình trạng không thu hút người thuê do không có đủ các giấy phép cần thiết từ sở cứu hỏa địa phương, do đó không thể xin được giấy phép lưu trú chính thức (sau đó đã được cấp vào cuối tháng 6 năm 2017). Theo một báo cáo vào tháng 6 năm 2017, khoảng 60% diện tích văn phòng đã được cho thuê, nhưng mới chỉ 33% trong số đó đã chuyển đến đây để sử dụng khiến toàn bộ các tầng của tòa tháp bị trống. Những người thuê văn phòng tại tòa tháp này có thể kế đến như Alibaba. Đến năm 2019, tòa tháp có 55 tầng còn trống.

## Sử dụng

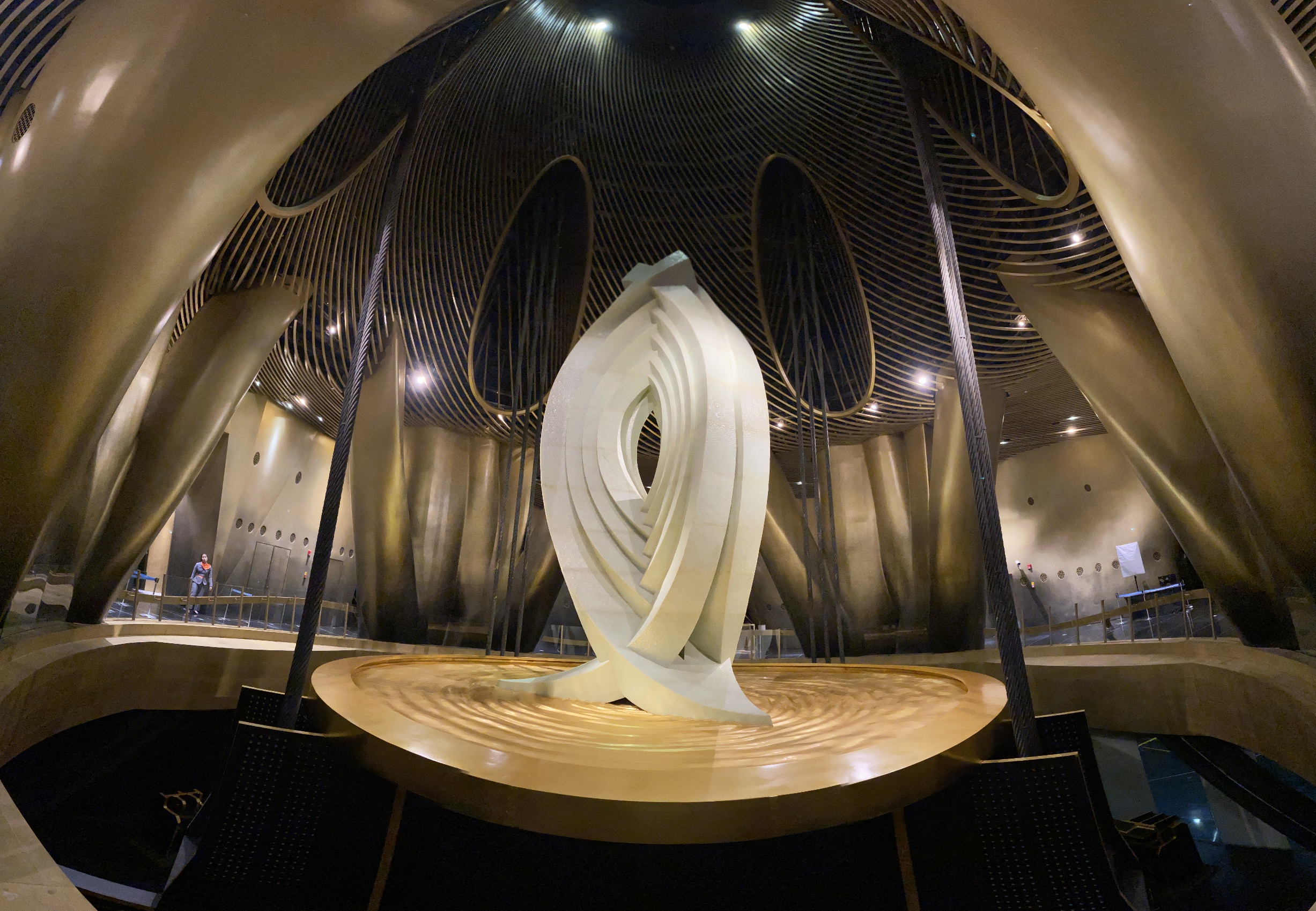
Hệ thống giảm chấn của Tháp Thượng Hải

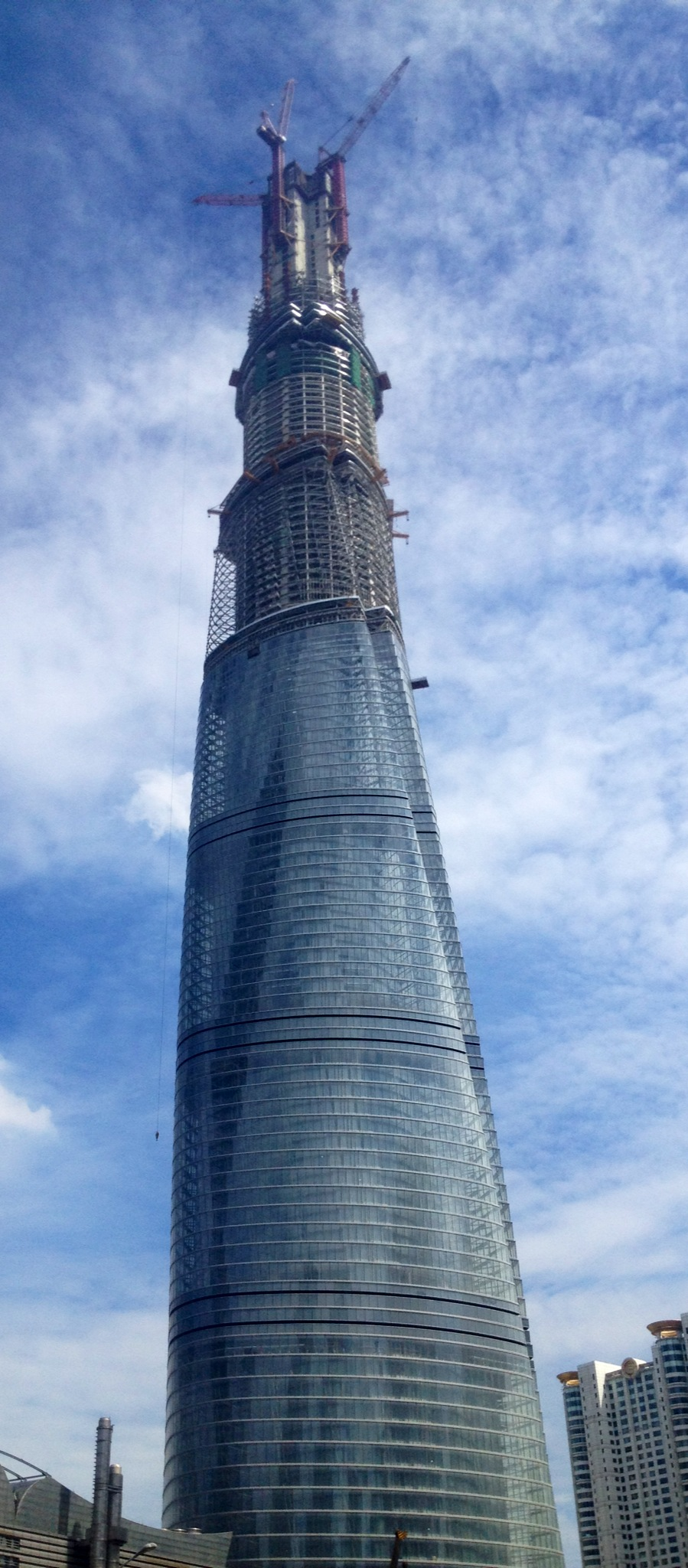
Tháp Thượng Hải vào năm 2013, khi còn đang trong quá trình xây dựng

Sau đây là bảng thống kê mục đích sử dụng mỗi tầng của tháp Thượng Hải.
| Tầng    | Mục đích sử dụng                                                               |
| ------- | ------------------------------------------------------------------------------ |
| 128     | Tầng kỹ thuật 9.                                                               |
| 125–127 | Phòng hòa nhạc. Phòng triển lãm. Hệ thống giảm chấn khối lượng.                |
| 122–124 | Tầng kỹ thuật 8.                                                               |
| 121     | Đài quan sát                                                                   |
| 120     | Nhà hàng                                                                       |
| 118–119 | Đài quan sát                                                                   |
| 116–117 | Tầng kỹ thuật 7                                                                |
| 111–115 | Cửa hàng                                                                       |
| 110     | Trung tâm thương mại VIP                                                       |
| 105–109 | J Hotel Presidential Suite, Super Deluxe Room                                  |
| 104     | Nhà hàng, Spicy Hall, Phòng VIP                                                |
| 103     | Nhà hàng theo chủ đề, Hầm rượu sang trọng, Phòng tiệc                          |
| 102     | Quán cà phê                                                                    |
| 101     | J Hotel Skylobby / Lounge, Sky Bar                                             |
| 99–100  | Tầng kỹ thuật 6                                                                |
| 86      | J Standard Hotel Rooms, Deluxe Rooms                                           |
| 85      | Spa, Trung tâm thể thao                                                        |
| 84      | Hồ bơi, Sky Lounge, Bar, Sky Gardens                                           |
| 82–83   | Tầng kỹ thuật 5                                                                |
| 70–81   | Khu công sở 5                                                                  |
| 68–69   | Sảnh trời                                                                      |
| 66–67   | Tầng kỹ thuật 4                                                                |
| 54–65   | Khu công sở 4                                                                  |
| 52–53   | Sảnh trời                                                                      |
| 50–51   | Phòng máy 3                                                                    |
| 39–49   | Khu công sở 3                                                                  |
| 37–38   | Sảnh trời                                                                      |
| 35–36   | Tầng kỹ thuật 2                                                                |
| 24–34   | Khu công sở 2                                                                  |
| 22–23   | Sảnh trời                                                                      |
| 20–21   | Tầng kỹ thuật 1                                                                |
| 8–19    | Khu công sở 1                                                                  |
| 6–7     | Tầng kỹ thuật                                                                  |
| 5       | Trung tâm Hội nghị                                                             |
| 3–4     | Khu mua sắm và nhà hàng                                                        |
| 2       | Shanghai Center Grand Ballroom, Boutique Office Lobby, Khu mua sắm và nhà hàng |
| 1       | Các văn phòng, Các phòng khách sạn, Khu mua sắm và nhà hàng                    |
| Hầm 1   | Lối vào tham quan, Khu mua sắm và nhà hàng                                     |
| Hầm 2   | Lối vào ga tàu điện ngầm, Khu mua sắm và nhà hàng                              |
| Hầm 3–5 | Đỗ xe, khu vực bốc hàng, dịch vụ vận chuyển nhanh, tầng kỹ thuật               |